# Merkholtz
Merkholtz (en luxemburguès: Mäerkels; en alemany:  Merkholz) és una vila de la comuna de Kiischpelt  situada al districte de Diekirch del cantó de Wiltz. Està a uns 40 km de distància de la ciutat de Luxemburg.